# مهمت جان آیدین
مهمت کان آیدین (انگلیسی: Mehmet-Can Aydın؛ زادهٔ ۹ فوریهٔ ۲۰۰۲) بازیکن فوتبال اهل آلمان است.
وی همچنین در تیم‌های ملی فوتبال جوانان آلمان، Germany national under-16 football team، جوانان آلمان، جوانان آلمان، و زیر ۲۰ سال آلمان بازی کرده‌است.